# Renault

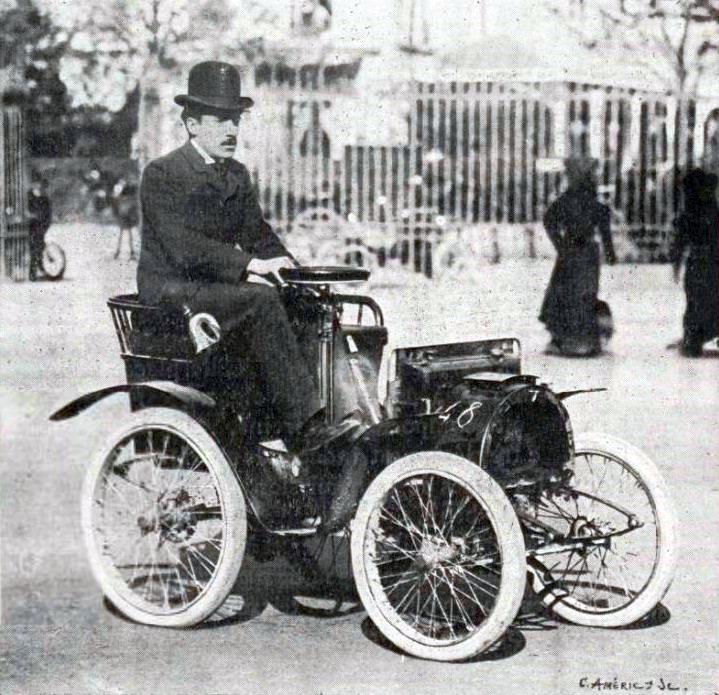
Louis Renault na swoim pierwszym samochodzie

Renault – francuski producent samochodów założony w 1899 roku, będący zarazem jednym z najstarszych przedsiębiorstw samochodowych. Lider pod względem globalnej sprzedaży aut oraz drugi na świecie producent samochodów. Koncern zatrudnia 130 tys. pracowników na całym świecie, z czego 63 tys. we Francji, jednak jedynie około 20% produkcji realizuje we Francji. Odsetek ten jest nieco wyższy w przypadku silników (29%).

## Historia przedsiębiorstwa
Spółka Renault została oficjalnie założona 25 lutego 1899 r. jako Société Renault Frères (Spółka Bracia Renault) przez Louisa, Marcela oraz Fernanda Renault. Jednak już wcześniej, bowiem 1 października 1898 roku powstał pierwszy samochód autorstwa Louisa Renault. Pierwszy warsztat przedsiębiorstwa mieścił się w szopie na narzędzia na terenie rodzinnej posiadłości w Billancourt (niedaleko Paryża). Po roku przedsiębiorstwo zatrudniało 110 pracowników i produkowało 76 aut, a po dwóch latach powstało pierwsze logo firmy.
Początkowo przedsiębiorstwo montowało w swoich pojazdach silniki innych producentów, dopiero w 1902 r. powstaje pierwszy silnik konstrukcji Louisa Renault, o pojemności 3750 cm³ i mocy około 25 koni mechanicznych.
Bracia Renault uznali, że najlepszą reklamą ich marki jest sport, dlatego bardzo często startowali w wyścigach za sterami swoich samochodów. Podczas wyścigu w 1903 na trasie Paryż – Madryt zginął Marcel Renault.
W 1906 r. z przedsiębiorstwa ze względów zdrowotnych odszedł Fernand Renault, a gdy w 1909 r. zmarł, nazwa przedsiębiorstwa została zmieniona na Les Automobiles Renault (Samochody Renault).
W latach 1907–1912 Renault byt największym w Europie producentem samochodów.
Okres I wojny światowej przyniósł rozgłos firmie Renault. Pod naporem niemieckim armia francuska cofała się w głąb Francji. Ofensywa niemiecka z kierunku Belgii przesunęła się na południe w kierunku Paryża. 6 września 1914 rozpoczęła się wielka bitwa nad rzeką Marną, w której Francuzi ponosili wielkie straty, ginęły dziesiątki tysięcy żołnierzy francuskich dziennie. Wówczas zapadła decyzja zarekwirowania ok. 500 sztuk paryskich taksówek Renault, którymi przewieziono dodatkowe posiłki francuskie. Dzięki temu napór Niemców został zatrzymany, a taksówki będące symbolem zwycięstwa, nazwano je taxi de la Marne. Było to pierwsze w historii wykorzystanie samochodów na taką skalę do przemieszczenia sił zbrojnych.
Na potrzeby frontowe Renault produkował silniki lotnicze, samoloty, samochody transportowe, czołgi (w tym takie modele jak M1917FT i FT-17) oraz amunicję. W 1918 Louis Renault za pomoc dla aliantów został zaliczony do grona kawalerów Legii Honorowej.
Grobowiec rodzinny znajduje się na Cmentarzu Passy.

### Okres międzywojenny
W 1920 r. Renault został przekształcony w spółkę akcyjną, a w 1922 zmienił nazwę na Sociéte Anonyme de Usines Renault. Po zakończeniu wojny przedsiębiorstwo na powrót skupiło się na produkcji pojazdów cywilnych. Zaczęło montować auta z kierownicą po lewej stronie, a także pierwsze traktory.
Po raz kolejny auta tego producenta zaznaczyły swoją obecność na torach wyścigowych. W 1925 zwyciężyły w rajdzie Monte Carlo, a w 1926 r. pojazd z silnikiem o mocy 40 koni mechanicznych na torze Monthlery w czasie 24 godzin przebył odległość 4162 km z przeciętną prędkością 172 km/h.

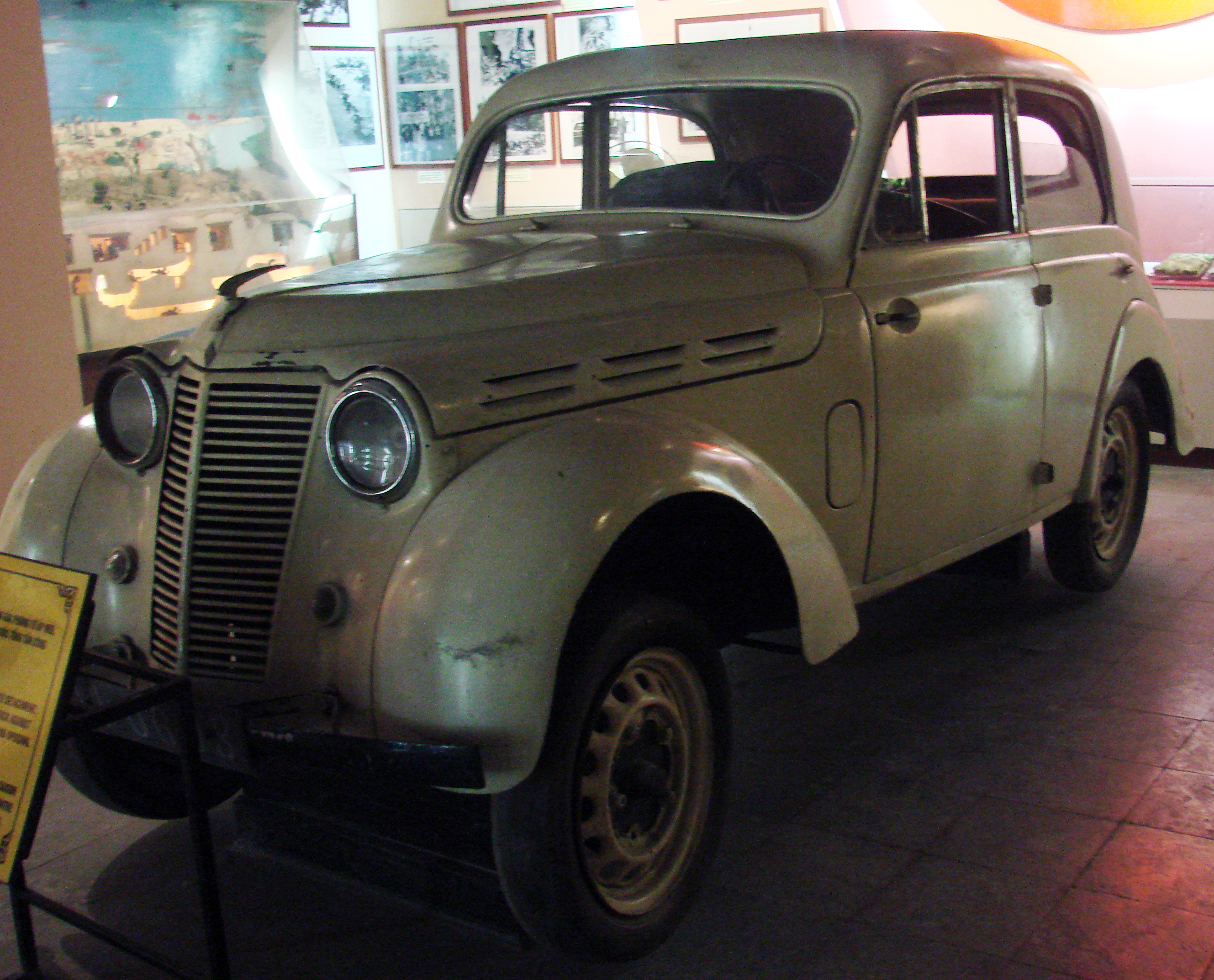
Renault Juvaquatre

W 1929 r. wyprodukowano około 44 tysięcy samochodów marki Renault, a dwa lata później rozpoczęła się produkcja nowych miejskich autobusów.
W 1938 r. Louis Renault przebywał w Berlinie i widział tam prototyp KdF-Wagena (Kraft durch Freude – Siła przez radość) zaprojektowanego przez Ferdinanda Porsche na zlecenie Adolfa Hitlera. Wywarło to na nim takie wrażenie, że po powrocie do kraju rozpoczął projektowanie taniego, ekonomicznego auta.
Kiedy wybuchła II wojna światowa prawie cała cywilna produkcja została zatrzymana, tylko modele Juvaquatre i Primaquatres, w których zastosowano hydrauliczne hamulce, znajdowały się w produkcji. W maju 1940 r. wojska niemieckie zajęły Francję. Wszystkie francuskie fabryki dostały się w ręce okupanta. Również zakłady Renault zatrudniające dotąd 45 tysięcy pracowników musiały produkować czołgi dla Niemców (Louis znacznie zmniejszył produkcję), w konsekwencji czego zostały po wojnie upaństwowione. Podczas wojny Louis Renault pracował nad francuskim KdF w wielkiej konspiracji przed Niemcami, a rezultatem jego pracy był prototyp Renault 4CV, który ujrzał światło dzienne 23 grudnia 1942.
W latach 1942–1943 alianckie bomby zniszczyły fabrykę Renault w 80%, wraz z maszynami i zmagazynowanymi w niej surowcami.
Louis Renault zmarł 24 października 1944 r. w więzieniu, gdzie przebywał oskarżony o współpracę z okupantem niemieckim w czasie II wojny światowej.

### Okres powojenny
16 stycznia 1945 zakłady należące do Louisa Renault zostały upaństwowione na mocy uchwały rządowej, podpisanej przez Charles’a de Gaulle’a, i zmieniły nazwę na Regie Nationale des Usines Renault (Zarząd Upaństwowionych Zakładów Renault). Mimo znacznych zniszczeń fabryki wkrótce wznowiono pracę, jednak pierwsze samochody osobowe zjechały z taśmy dopiero w 1946 r.

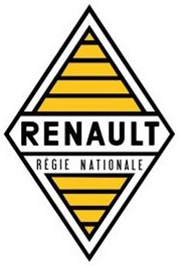
Logo z lat 1946–1959

W 1947 r. na Salonie Samochodowym w Paryżu pokazano opracowany jeszcze w czasie wojny prototyp Renault 4CV – czterodrzwiową limuzynę z zamontowanym z tyłu silnikiem o pojemności 747 cm³ i trzybiegową przekładnią. Ze względu na niską cenę pojazd ten cieszył się ogromną popularnością (do 1961 r. wyprodukowano aż 1 105 000 egzemplarzy). Pierwszy Renault 4CV opuścił linię montażową 12 sierpnia. Był to samochód dla mas. Pierre Lefaucheux chciał nadać temu samochodowi jedną spośród tych trzech nazw: Régine, Réginette albo Régiquatre, ale pracownicy z fabryki mieli nad nim przewagę i nazwali go 4CV. Pięciu robotników potrzebowało miesiąca na wykonanie Renault 4CV.
Rozpoczęła się produkcja traktora R3040, były one pomarańczowe i od tego momentu wszystkie następne modele ciągników Renault będą malowane właśnie w tym kolorze.
W 1948 r. w Renault było zatrudnionych 40 tysięcy ludzi, wyprodukowano 96 tysięcy pojazdów. Opracowywano samochód znacznie większy od modelu 4 CV. Podobnie jak i 4 CV posiadał silnik z tyłu, tyle że przekładnia mieściła się pod zespołem napędowym. Jednak ze względu na zbyt małe wnętrze, zdecydowano się na układ klasyczny, a więc silnik z przodu i napęd kół tylnych. W efekcie w 1951 r. powstał model nazwany Fregate.
Renault rozpoczął masową produkcję – jako pierwsi na świecie – traktorów z hydraulicznym systemem podnoszenia ładunków.
30 listopada 1950 został wprowadzony do produkcji Renault Frégate w Palais de Chaillot. Nie był to samochód duży, ale ciężki, za to był niezawodny, komfortowy, silnik nie miał zbyt dużo mocy. Inne nazwy proponowane dla niego to Goélette i Gallion.

### Lata pięćdziesiąte
W 1951 r. Renault 4CV wygrał 24-godzinny wyścig LeMans w swojej klasie. W czerwcu Fernand Picard rozpoczął prace konstruktorskie nad nowym samochodem i nazwał go Dauphine. Renault opracowało pierwszy w świecie traktor napędzany silnikiem typu diesel. Prezentacja samochodu Fregate. Rozpoczęła się produkcja traktorów z silnikiem Diesla.
W 1952 r. otwarto we Flins, 50 km od Paryża, nowy zakład produkcyjny o wydajności 100 tysięcy aut rocznie. 24 lipca prototyp Renault Dauphine był już prawie gotowy.
W 1954 r. wyprodukowano 1 milion pojazdów po 1945 roku i 2 miliony od czasu powstania firmy Renault w 1898 r. 11 lutego zmarł Pierre Lefaucheux, a nowym dyrektorem Renault został jego bliski przyjaciel i doradca Pierre Dreyfus. W grudniu ruszyła produkcja 4-drzwiowego Renault Dauphine (1954-1967).
W 1955 r. powstała Saviem (SA des Vehicules Industriels et Equipments Mecaniques), która zajęła się konstruowaniem ciężkiego sprzętu (autobusy, ciężarówki itp.).
W 1956 r. Renault zleciła firmie Amédé Gordini zmodyfikowanie Renault Dauphine. W tym samym roku były dealer Jean Rédélé otwarł nową kompanię R.D.L w Dieppe, gdzie powstał pierwszy samochód Alpine A106. Był on skonstruowany w oparciu o Renault 4CV, ale karoseria pochodziła od znanego projektanta Michelotti. Powstała pierwsza skrzynia biegów Renault zaopatrzona w hydrauliczne przeniesienie momentu obrotowego.
W 1957 r. Dauphine Gordini (sportowa odmiana Renault Dauphine) została zaprezentowana na paryskim MotorShow. W tym samym roku rozpoczęto wiele nowych prac nad planami Renault 8, Renault 4, Renault 16. Poszukiwanie nowych rozwiązań doprowadziło w latach 1957–1959 do powstania dość niezwykłych pojazdów. Kabinę pasażerską przesunięto maksymalnie do przodu, by z tyłu pozostawić miejsce na sporej wielkości silnik. Oprócz tych wizji istniał nawet prototyp mający jednostkę V8 złożoną z dwóch silników Dauphine. Nietypowe nadwozia tych aut powstawały w ośrodku Ghia. Jazdy testowe wykazały niepewne prowadzenie, więc koncepcję tę odrzucono.
W 1959 r. 102 tysiące Dauphine I 15 tysięcy 4CV zostało sprzedanych w USA, 41 tys. W Niemczech, 19 tys. we Włoszech. Pod koniec tego roku Renault posiadało sześć wielkich fabryk na świecie. W produkcji znajdował się 2-drzwiowy samochód Floride (1959-1963) z nadwoziem typu coupé, kabriolet i ze zdejmowanym sztywnym dachem hardtop. Rozpoczyna się produkcja Renault Estafette.
Pod koniec lat 50. zaczęły powstawać wizje następcy modelu Renault Fregate.

### Lata sześćdziesiąte
6 lipca 1961 r. z linii produkcyjnej zszedł ostatni Renault 4CV z numerem karoserii 1.105.543. po szesnastu latach wytwarzania 4CV, 3 sierpnia rozpoczęła się produkcja nowego modelu: Renault 4 – był pierwszym samochodem z Billancourt z przednim układem napędowym. Patrząc od przodu pojazdu widzimy najpierw skrzynię biegów, następnie przekładnię główną z półosiami potem dopiero znajduje się sprzęgło i silnik Był to pierwszy samochód na świecie z hermetycznie zamkniętym układem chłodzenia. Dzięki miękkiemu zawieszeniu i dużej pojemności bagażowej, był on chętnie kupowany przez rolników i drobnych przedsiębiorców. W sprzedaży dostępne były również inne wersje: pick-up, furgonetka, limuzyna i przeznaczone dla młodzieży cabrio. Do zakończenia produkcji w 1992 roku wyprodukowano 8 126 200 sztuk „quatrelle” (czwórek) i ich nowszej wersji – Renault 6 (produkowany między 1968 a 1975). W 1961 roku gotowe były projekty nie tylko pierwszej na świecie kombi limuzyny, ale i sedana oraz coupe. Z tych samochodów narodził się w 1965 ostateczny, rewolucyjny model R 16.
W marcu 1962 roku na salonie genewskim zaprezentowany został samochód Caravelle – dla samochodów z nadwoziem typu coupé, kabriolet i hardtop – który otrzymał silnik o większej pojemności i mocy niż silnik Floride. Miał tarczowe hamulce na cztery koła, był produkowany do 1968 roku.
22 czerwca 1962 odbyła się prezentacja Renault 8. Oprócz silnika z Caravelle wykorzystano także hamulce – w którym po raz pierwszy w seryjnej produkcji zastosowano tarczowe hamulce na wszystkie cztery koła. Silnik umieszczony z tyłu pojazdu, który był bardzo nowoczesny. W żeliwnym kadłubie silnika umieszczono tak zwane mokre tuleje cylindrowe Model R-8 wytwarzano 11 lat do 1973 roku. Renault przedstawiło prototyp samochodu klasy średniej nazwany Cx 15. Jak nie trudno się domyślić symbol ten wskazywał wielkość współczynnika doskonałości aerodynamicznej. Ta specyficzna wersja Dauphine napędzana była silnikiem 1093 cm³ i osiągała prędkość 154,4 km/h. Renault zajął siódme miejsce pod względem ilości wyprodukowanych samochodów.
W 1963 r. Saviem podpisał porozumienie na koprodukcję silników do pojazdów specjalnych niemiecką fabryką MAN.
W 1964 r. rozpoczęła się produkcja Renault 8 Gordini- była to sportowa odmiana Renault 8 Major.
2 stycznia 1965 r. pierwszy Renault 16 był już gotowy. W marcu nastąpił oficjalny debiut Renault 16 na salonie genewskim. Wprowadzenie samochodu klasy 1,5 litra było pewnym ryzykiem. Wiadomo było, że utrzymanie samochodu w tym czasie we Francji było drogie. Samochód ten był ekonomiczny w zużyciu paliwa, a czynności obsługowe sprowadzono właściwie tylko do wymiany oleju co 5000 km. Napędzany na koła przednie, podobnie jak w Renault 4. produkowany był do 1979 roku. Renault 16 był pierwszym modelem firmy Renault, który otrzymał tytuł „The car of the year”. Był to pierwszy na świecie samochód z karoserią typu „Hatchback”, miał pierwszy w świecie aluminiowy blok silnika odlewany ciśnieniowo i pierwszy w Europie elektrycznie sterowany wentylator chłodnicy. Cały ciężki sprzęt produkowany przez Renault od tej pory nosi nazwę SAVIEM, nazwa Renault używana jest tylko dla vanów i pick-upów.
W 1966 r. Renault wybudował fabrykę montażową w Bułgarii, gdzie zmontowano ok. 150 sztuk samochodu Renault 8. W tym samym roku wyprodukowano we wszystkich zakładach 738 tysięcy pojazdów, z których 333 tysiące sprzedano za granicą.
W 1968 r. wprowadzono do produkcji Renault 6, był większy od Renault 4, ale mniejszy od Renault 16. Renault 6 miał silnik o pojemności skokowej 850 cm³ i był modyfikacją silnika pochodzącego z Renault Dauphine-Gordini o mocy 38 KM i 5000 obrotów na minutę. Rozpoczyna się produkcja ciągników Renault VF przystosowanych do prac w sadach i winnicach.
W 1969 r. wyprodukowano jeden milion samochodów z czego 500 tysięcy wyeksportowano. Na paryskim MotorShow zaprezentowano Renault 12. Ideą tego projektu było stworzenie ekonomicznego, przestronnego o dużym bagażniku pojazdu, który mógłby być wytwarzany na całym świecie (w Rumunii Renault 12 nazwany był Dacia, a w Brazylii Corcel).
Traktory Renault zaczęto produkować pod nową nazwą – Renault Motoculture.
Od 1970 r. Renault rozpoczyna produkcję modelu Renault 12. Był bez wątpienia najciekawszą spośród 5 innych podstawowych modeli firmy Renault produkowanych w tym czasie. Silnik będący rozwiązaniem konstrukcyjnym Renault 8 i 10 umieszczony został z przodu pojazdu przed skrzynią biegów – był to pierwszy samochód Renault, gdzie zastosowano takie rozwiązanie. W tym typie auta firma Renault zastosowała nadwozia typu kombi-limuzyna z piątymi drzwiami. W ciągu 10 lat, czyli do zakończenia produkcji (1980) wyprodukowano ok. 3,5 mln sztuk Renault. 19 lipca zakończono wytwarzać Renault 8 Gordini (wyprodukowano około 10 tysięcy sztuk tego modelu). Od tego roku Renault zaczęło wyposażać w pasy bezpieczeństwa wszystkie swoje nowe pojazdy.

### Lata siedemdziesiąte
W 1971 r. Renault wprowadziło do sprzedaży model Rodeo 4. Było to auto dla młodych ludzi, niezamożnych mieszkańców małych miejscowości, rolników i ludzi spędzających wiele czasu na łonie natury. Auto było proste w prowadzeniu, nie wymagało zbyt troskliwej obsługi, oferowało znośne warunki podróży. Silnik o pojemności 845 cm³ i mocy 27 KM, spory prześwit pozwalał pokonywać przeszkody terenowe mimo braku napędu 4x4. W Turcji w mieście Oyak powstaje fabryka Renault.
W październiku 1971 rozpoczęto produkować Renault 15 i Renault 17 (1971-1979). Po raz pierwszy wprowadzono do produkcji Renault Alpinie 310.
28 stycznia 1972 r. pokazano kolejny model nowej gamy – Renault 5 (jeden z większych sukcesów firmy Renault). U progu kryzysu naftowego oszczędna „piątka” okazała się strzałem w dziesiątkę. W jej trzydrzwiowym nadwoziu wygodnie mieściło się 4 pasażerów, a po złożeniu tylnych siedzeń, pojemność bagażnika wzrastała z 215 do 900 dm³. Renault 5 zapewniał wygodę i miał bardzo uniwersalne nadwozie. Prasie i społeczności natychmiast spodobał się nowy produkt – Renault 5. Boue nie doczekał się prezentacji Renault 5, zmarł na raka. W tym roku zaczęto używać nowego symbolu, które pan Vasarely zaprojektował. Już nie zawierało nazwy fabryki, był to całkiem inny projekt, ale po przeprowadzeniu badań we Francji okazało się, że jest w 90% bezpośrednio kojarzony z marką Renault. Zaczęły się prace przy tworzeniu ośrodka badawczo-zderzeniowego w Lardy.
Na początku 1973 r. wprowadzono podobny pojazd do Rodeo 4, z tym że za punkt wyjścia przyjęto model Renault 6. Rodeo 6 miał mocniejszy silnik (1108 cm³, 48 KM) i zmodyfikowaną przednią partię nadwozia.
W 1974 r. zaprezentowano pierwszy francuski silnik V6 od 35 lat, który miał być montowany w Renault 30. Silnik ten o symbolu „PRV 261 V6" był opracowany przy współpracy z Peugeotem i Volvo, miał aluminiową głowicę. Renault 17 TS został przemianowany na Renault 17 Gordini. Wielką nowością był centralny zamek elektryczny, instalowany w modelu Renault 16. Nadal jednak konieczne było przekręcanie kluczyka w konwencjonalnym zamku, ale osiem lat później właścicieli Renault 18 zaskoczyło czarne pudełko przyczepione do kluczy. Był to sterownik centralnego zamka działający w podczerwieni.
W lutym 1975 rozpoczęto produkcję Renault 30 z zamiarem zastosowania w tym modelu dużego silnika o dużej pojemności i wysokiej mocy. Zastosowano silnik widlasty sześciocylindrowy o pojemności 2,7 litra i mocy 103,4 kW. Berliet – przedsiębiorstwo zajmujące się produkcją ciężarówek łączy się z SAVIEM.
Powstało Renault Sport (od samego początku istnienia Renault zajmowało się sportem). Renault Sport z siedzibą w Viry-Chatillon (zakład znajdujący się na terenie 6000 m kwadratowych) zajmowało się prowadzeniem wszelkiej działalności związanej z Formułą 1, natomiast Renault Sport z siedzibą w Antony zajmowało się rozwojem i homologacją samochodów wyścigowych i rajdowych.
18 listopada 1975 Pierre Dreyfus – już 68-letni dyrektor Renault – planował odejść na emeryturę, ale miał problemy ze znalezieniem następcy. Jednak po wielu spotkaniach podjął decyzję i jego stanowisko przejął Bernard Vernier Palliez – nowy dyrektor Renault. Rozpoczęła się produkcja Renault 20, mniejszej wersji Renault 30. Samochód Renault 20 miał to samo nadwoziem co Renault 30, lecz mniejszy, 4-cylindrowym silnik o pojemności 1,6 litra. Silnik nie był nową konstrukcją, była to zmodernizowana konstrukcja oparta na bazie silnika z Renault 16.
W marcu 1976 oficjalna prezentacja Renault 18 (jego konstrukcja została opracowana w ciągu 18 miesięcy). W tym roku rozpoczęto produkcję Renault 5 Alpine.
25 maja został zademonstrowany samochód Renault 14. Silnik jego pochodził z Peugeot (była to koprodukcja z Peugeot). Kierownictwo Renault doszło do wniosku, że odpowiedni silnik wytwarza współpracująca firma. Został wycofany z produkcji w pierwszej połowie 1983 roku, wyprodukowano 994887 sztuk. Renault 14 miał oryginalną sylwetkę nadwozia z łukową krawędzią dolną pomiędzy osiami kół.
W 1977 roku wyprodukowano 5 milionów Renault 4.
W 1978 roku wszedł do produkcji o eleganckiej sylwetce Renault 18. Do budowy jego podwozia wykorzystano płytę podłogową z Renault 12, można przypuszczać, że mamy do czynienia z pojazdem mało nowoczesnym, jednak tak nie jest. Powstaje Renault Vehiclues Industriels (pojazdy przemysłowe) i przejmuje całą SAVIEM wraz z Berliet.
W 1979 r. Renault podpisało umowę z amerykańską firmą Mack Trucks.
W 1980 r. na salonie w Genewie zaprezentowano model Renault Fuego – następca Renault 15 i 17. Sportowy Renault osiągnął natychmiastowy sukces, przerósł wszelkie oczekiwania i zdecydowanie był najlepiej sprzedającym się coupé. Wiele jego elementów nadwozia zostało wykorzystane z Renault 18. Jest doskonale aerodynamiczny, mocno przechyla się na zakrętach, co wynika z zastosowania miękkiego zawieszenia, wsiadanie i wysiadanie jest wygodne, dotyczy to nawet tylnych siedzeń. Należy do samochodów nazwanych coupé-kombi. Po Renault Fuego nowa sensacja Renault 5 Turbo z silnikiem 1397 cm³ Alpine i mocy 160 KM (przy 6000 obrotach). Nazwa Berliet przestaje istnieć i od tej pory ciężarówki nazywają się Renault. Rozpoczyna się produkcja dostawczych samochodów Trafic i Master. Zmieniono nazwę Renault Motoculture na Renault Agriculture i nadano logo odróżniające sprzedawców maszyn rolniczych Renault od dealerów samochodów czy ciężarówek.

### Lata osiemdziesiąte
W 1981 r. rozpoczęto oficjalnie produkcję modelu Renault 9 – powstał on jako wynik wieloletnich doświadczeń przedsiębiorstwa z prac nad zmniejszeniem zużycia paliwa, funkcjonalnością wnętrza nadwozia i wygody jazdy. Auto otrzymało tytuł „The car of the Year”. Następcą Bernarda Vernier Palliez zostaje Bernard Hanon – nowy prezydent Renault.
Na przełomie lat 1981/1982 wprowadzono następcę samochodu Rodeo 4 reprezentującego podobną koncepcję – Renault Rodeo 5. Od tego roku wytwarzana zostaje amerykańska wersja Renault 9.
Na początku 1983 zaprezentowano nowy model średniej wielkości Renault 11 oraz wersję coupé Renault 9. Jest to rok, w którym Renault 5, 9, 11 i 18 są najlepiej sprzedającymi się samochodami we Francji. Ciągnik Renault V.I G260 ogłoszony jest „Truck of the year”. Renault przejmuje kontrolę nad Mack Trucks. Autokar Renault FR 1 wchodzi do produkcji.
W kwietniu 1984 do produkcji wchodzi Renault 25 (wytwarzany do 1990 roku) – był zastępcą Renault 20 i 30 – a w grudniu Renault Espace – pierwszego w Europie samochodu jedno bryłowego (MPV – Multi Purpose Vehicle). Renault produkuje 12 modeli aut w 160 różnych wersjach.
Od 1985 r. rozpoczęto produkcję zmodernizowanego Renault 5 z nadwoziem pięciodrzwiowym i wersji towarowej Renault 5 nazwanej Express. „Mały przyjaciel” – tak nazwał w testach w sierpniu 85 ten samochód niemiecki ADAC. Wprowadzenie Renault „piątki” na rynek, pozwoliło na wzmocnienie finansowej kondycji przedsiębiorstwa. Rozpoczęła się produkcja ciężarówki Renault Midliner. Alpine 310 zostało zastąpione przez Renault Alpine V6 GT.
W 1986 r. ruszyła produkcja Renault 21 następcy Renault 18. Był sprzedawany w 25 krajach świata (w USA pod nazwą Medallion).
7 grudnia 1987 – nowym prezydentem Renault zostaje Raymond Lévy.
W 1988 r. rozpoczęła się sprzedaż Renault 25 w USA pod nazwą Premiere.
Oficjalna prezentacja Renault 19 (następcy modelu R9/R11), która odbyła się we wrześniu 1989, zbiegła się z początkiem restrukturyzacji przedsiębiorstwa, wprowadzeniem nowych technologii, wymagań jakościowych i powrotem Renault do Formuły 1. Renault i DAF połączyły siły powiększając ofertę o pojazdów o masie od 2,5 ton do 4,2. Renault powróciło do Formuły 1 jako partner wyposażający zespół Williams w silniki.
W 1990 roku Renault 19 stał się samochodem nr 1 w niemieckiej klasyfikacji samochodów importowanych. Również ogromny sukces odniósł wprowadzony do sprzedaży Renault Clio. W tym samym czasie ruszyła produkcja nowej wersji Espace (od 1984 roku z fabryki wyjechało 200 tysięcy tych aut). W tym roku pojawił się na rynku sztandarowy model firmy Renault Vehicules Industriels: Renault Magnum

### Lata dziewięćdziesiąte
W 1991 roku Renault Clio, następca Renault 5, otrzymał tytuł „The car of the Year”, Renault Ligne AE „The Truck of the Year”, Renault Magnum „The Truck of the Year”, autokar Renault FR1 „The Buss of the Year” a Raymond Lévy „The President of the Year”. Rozpoczęła się produkcja ostatniego z rodu Alpine – Renault Alpine 610 Turbo. W 1995 zakończono produkcję tego modelu i mało kto zauważył, że wraz z nim z rynku zniknęła marka Alpine, która jeszcze dwadzieścia lat temu stanowiła o obliczu samochodowych rajdów.
W 1992 roku kolejna zmiana dyrektora Renault na Louisa Schweizera, który ogłosił 1991 rok najlepszym rokiem dla Renault. 31 marca została zamknięta stara fabryka w Billancourt. 5 października rozpoczęły się przygotowania do produkcji Renault Twingo. Startuje produkcja Renault Safrane następcy Renault 25. Wprowadzono nowe trzy wymiarowe logo, wskazujące na nową jakość firmy Renault. W lipcu Renault 19 przechodzi Facelifting. Williams korzystający z silników Renault został mistrzem świata konstruktorów Formuły 1.
W 1993 roku prezentacja auta koncepcyjnego Renault Raccon na genewskim MotorShow. Renault Twingo dostępny już w salonach sprzedaży. Williams został ponownie został mistrzem świata konstruktorów Formuły 1. Rozpoczęto produkcję traktorów Renault Cere.
W 1994 roku Renault wprowadziło na rynek bardzo udany model Renault Laguna – następcę Renault 21. Wraz z nim przestano używać cyfr i liczb do oznaczania modeli oraz rozpoczęto nową erę w designie samochodów Renault – charakterystycznie zakończona maska. Williams kolejny raz został mistrzem świata konstruktorów Formuły 1.
W 1995 roku rozpoczęła się produkcja Renault Mégane w wersji 5D – następcy Renault 19. Benetton korzystający z silników Renault został mistrzem świata konstruktorów Formuły 1. Renault jest czołowym producentem traktorów we Francji i czołowym dystrybutorem maszyn rolniczych w Europie zachodniej.
W 1996 roku rozpoczęła się produkcja ciężarówki Renault Premium a we wrześniu produkcja Renault Mégane Scénic (Mini Vana) i Renault Mégane Classic. Williams-Renault został mistrzem świata konstruktorów Formuły 1. Zwycięstwa w latach 1992–1997 potwierdzają, że Renault jest niedoścignionym mistrzem w konstruowaniu silników samochodowych. Od pierwszego września wszystkie modele produkowane modele Renault posiadają w standardzie przynajmniej jedną poduszkę powietrzną. Renault wprowadza również nowoczesny silnik 1.2 D7F przeznaczony dla Clio poddanemu liftingowi oraz Kangoo. Silnik ten jest efektem współpracy tej marki z inżynierami z F1.
W 1997 roku rozpoczęła się produkcja Renault Kangoo i nowego busa Renault Master. W październiku odbyła się prezentacja Renault Mégane Cabrio. Rozpoczęła się produkcja ciągników Renault Ares i Renault Cergos. Od września tego roku wszystkie modele Renault posiadają w standardzie przynajmniej jedną poduszkę powietrzną. Janusz Kulig wraz z pilotem Jarosławem Baranem zdobył Mistrzostwo Polski na Renault Maxi Mégane. W tym roku również po sześciu sezonach sukcesów Renault jako dostawcy silnika koncern podjął decyzję o wycofaniu się z Formuły 1 po sezonie.
W 1998 roku Renault obchodziło stulecie swojego istnienia. 8–10 maja na ulicach Paryża odbył się międzynarodowy zlot zabytkowych samochodów Renault. Była to jedna z imprez zorganizowanych w ramach obchodów stulecia istnienia przedsiębiorstwa Renault przez CAAR (Klub Miłośników Starych Renault). Rozpoczęła się produkcja nowego Renault Clio 2. Na genewskim MotorShow zaprezentowano pierwszy w Europie benzynowy silnik z bezpośrednim wtryskiem. Renault Master zdobywa tytuł „Samochodu roku 1998” w kategorii aut dostawczych. W maju tego roku Laguna przeszła Facelifting. W tym roku Renault Agriculture wyprodukowało 9000 ciągników, z czego 2500 zostało eksportowanych. Obroty wyniosły trzy miliony franków. Renault Vehicules Industrie dokonało reorganizacji w swoich zakładach. Zdecydowano się na większą koncentrację i koordynację produkcji. We wcześniejszych latach kabiny produkowano w wielu miejscach, m.in. w Hiszpanii. Obecnie wszystkie kabiny do samochodów ciężarowych Renault produkowane są w zakładach w Blaniville sur Orne we Francji. W zakładach tych montowany jest także model Midlum. Wszystkie silniki samochodów ciężarowych produkowane są w Venissieux (od silników czterocylindrowych do sześciocylindrowych o pojemności 12 litrów).
Renault w 1999 roku nadal był pierwszą w Europie marką samochodów osobowych i dostawczych. W kwietniu wszystkie modele Renault Mégane przechodzą facelifting. Wprowadzono do sprzedaży nowy model z rodziny Mégane – Renault Mégane w wersji kombi (Grandtour). We wrześniu pojawia się w sprzedaży nowy wyodrębniony z rodziny Mégane – Renault Scénic (również po Faceliftingu). Jean-Louis Schlesser wygrał Rajd Paryż-Dakar na Renault Mégane buggy. Renault otwiera nową fabrykę w Brazylii i powraca do produkcji samochodów w Meksyku. Odbyła się oficjalna prezentacja Renault Scénic RX4 (wersja z napędem na cztery koła).
Zakłady Renault w Douai na północy Francji jako jedyne produkujące nowego Scénica wprowadziły od grudnia trzecią zmianę, co pozwoliło na zwiększenie produkcji do około 1,8 tys. sztuk dziennie. Renault Clio zajęło pierwsze miejsce w Europie pod względem popularności sprzedaży w segmencie małych samochodów. W samej Europie znalazło nabywców 1,5 miliona aut, co stanowi 10,1 proc. udziału w rynku nowych samochodów a około 1,8 miliona pojazdów w ponad 100 krajach świata. Renault stało się posiadaczem 51 procent akcji w Dacii. W tym roku Renault Vehicules Industriels sprzedała ponad 31 tysięcy wysokotonażowych. 27 kwietnia Renault i Nissan podpisały umowę o globalnej współpracy. w efekcie powstał czwarty co do wielkości gigant motoryzacyjny na świecie. Wiosną tego roku renault rozpoczęło produkcję swoich pojazdów w Moskwie.
W 2000 roku Renault rozpoczęło przygotowania do swego powrotu do mistrzostw świata w Formule 1 w sezonie 2002. W związku z tym Renault podjęło decyzję o kupnie upadającego zespołu Benetton i przekształcenia go w zespół fabryczny. Po drogach całego świata jeździ milion Scéniców. Renault ma już w swoim posiadaniu 73,29 proc. akcji w Dacii. Jesienią Renault otworzyło w Paryżu przy Champs Elysees „Altelier Renault” – miejsce, w którym można dobrze zjeść i popatrzeć na modele studyjne. Miejsce, w którym Renault kontaktuje się z publicznością.

### XXI wiek
W 2001 roku koncern Renault wprowadza do sprzedaży nowe modele samochodów: dostawczego Trafica oraz osobowe – Avantime, Thalia i Laguna II. Nowy Renault Traffic otrzymuje tytuł „Vana Roku”. Na polskim rynku dostępny jest już Clio V6. Rozpoczęła się produkcja Scenica w meksykańskich zakładach Nissana. Renault Clio II przeszło facelifting.
W 2002 roku pojawił się model Renault Vel Satis. 6 grudnia rozpoczyna się sprzedaży Renault Mégane II (auto zdobyło pięć gwiazdek na pięć możliwych w wynikach testów zderzeniowych Euro NCAP) w Polsce. Renault wróciło do Formuły 1 jako konstruktor. Prezentacja Renault Thalia po face liftingu.
W październiku 2002 Renault wprowadził do sprzedaży Renault Espace IV, w kwietniu 2003 w salonach pojawił się Renault Kangoo po faceliftingu. Renault w Polsce zaprezentowało w sierpniu Renault Scenic II (który ma być produkowany w dwóch wersjach nadwoziowych: normalnym pięcioosobowym oraz z przedłużonym rozstawem osi – wersja Grand siedmioosobowa), Mégane II w wersji Classic i Grandtour (kombi).
14 listopada 2005 Renault Clio trzeciej generacji zdobyło tytuł samochodu roku 2006.
W 2005 i 2006 roku zespół Renault F1 zdobył tytuły mistrza świata kierowców (oba tytuły zdobył Fernando Alonso) i konstruktorów Formuły 1.
W roku 2007 po fatalnych wynikach badań jakości modeli; Laguna II, Megane II i innych aut Renault zamierza odświeżyć swoje modele; w październiku do sprzedaży trafia Laguna III, przedsiębiorstwo pokazuje koncepcyjne Clio Grandtour i Grand Modus, rozpoczyna się sprzedaż Twingo II. Pierwsza prezentacja seryjnego modelu klasy SUV-Koleos.
W rok 2008 Renault wprowadził nowe modele: Mègane III generacji jako hatchback i coupe, Laguna Coupe, nową Thalię, nowe Kangoo oraz Kangoo Compact.
Na rok 2009 Renault planowało rozwinięcie wersji nadwozia nowego Megane, nową wersję swego kompaktowego minivana oraz lifting Clio III.
W wyniku osiągniętego w 2010 porozumienia koncernów Daimler AG i Renault Nissan Mitsubishi Alians następca modelu Smart Forfour powstanie na platformie Renault Clio III. Koncern Daimler obejmuje 3,1% akcji partnera.
Koncern Renault zatrudnia dziś około 141 tys. pracowników, obecnie produkuje samochody we Francji i w swoich filiach w: Hiszpanii, Belgii, Turcji, Słowenii, Portugalii, Argentynie, Brazylii oraz montuje w Rosji, Kolumbii, Urugwaju, Maroko, Malezji i w Chinach. Wytwórnie samochodów ciężarowych znajdują się nadto w USA, Wielkiej Brytanii i Czechach. W 1994 roku akcje Renault trafiły na giełdę i obecnie (2008) tylko 15,1% jest w posiadaniu państwa.
Renault wyspecjalizowało się nie tylko w produkcji samochodów osobowych, sportowych i użytkowych, ale także jest dużym producentem ciągników rolniczych, wagonów kolejowych i innego sprzętu, w tym obrabiarek specjalnych i urządzeń potrzebnych do seryjnej produkcji samochodów. Urządzenia do produkcji samochodów z firmy Renault pracowały m.in. w radzieckich zakładach Moskwicza. Według licencji Renaulta wytwarzany był w Rumunii słynny w Polsce samochód Dacia, a w Stanach Zjednoczonych pracowała duża fabryka wytwarzająca wozy Renault 9.
Zakończenie współpracy z Fiatem
W październiku 2020 roku Renault ogłosiło zakończenie swojego partnerstwa z Fiatem, ze względu na fuzje pomiędzy FCA i PSA.

## Wielkość produkcji
- 2015 – 2 801 592 szt. (samochody osobowe i lekkie dostawcze)[10]

## Marki koncernu Renault
- Renault – francuski koncern produkujący od 1899 r. samochody.
- Dacia – rumuńska marka produkująca od 1966 r. samochody osobowe.
- Alpine – francuska marka produkująca od 1955 r. samochody sportowe.
- Renault Samsung Motors – południowokoreańska marka produkująca od 1994 r. samochody osobowe.
- Moskwicz – rosyjska marka produkująca od 1939 r. do 2002 r. samochody osobowe.

Koncern Renault posiada również 43,4% udziałów Nissan (jednocześnie Nissan posiada 15% akcji Renault), 49,9895% udziałów AwtoWAZ (Łada), 6,8% Volvo AB

## Modele samochodów

### Obecnie produkowane

#### Samochody osobowe
- Clio
- Megane Grandcoupe

#### Samochody elektryczne
- 4 E-Tech Electric

- 5 E-Tech Electric
- Mégane E-Tech Electric
- Scénic E-Tech Electric
- Kangoo E-Tech Electric
- Trafic E-Tech Electric
- Master E-Tech Electric

#### SUV-y i crossovery
- Captur
- Symbioz
- Arkana
- Austral
- Espace
- Rafale

#### Kombivany
- Kangoo

#### Dostawcze
- Kangoo
- Trafic
- Master

#### Inne rynki
- Logan/Symbol (od 2012) – miejski sedan na rynek Rosji, Turcji, Ameryki Południowej, RPA, Indii i Azji
- Sandero (od 2012) – miejski hatchback na rynek Rosji, Turcji, Ameryki Południowej, RPA, Indii i Azji
- Kwid (od 2015) – mikrocrossover na rynek Indii, Ameryki Południowej i RPA
- Kaptur (od 2015) – miejski crossover na rynek Rosji, Ukrainy i Białorusi
- Arkana (od 2019) – kompaktowy crossover w stylu coupe na rynek Rosji, Ukrainy, Białorusi i Europy (od 2021)
- Triber (od 2019) – miejski minivan na rynek Indii
- Dokker/Kangoo (od 2012) – kompaktowy kombivan na rynki Rosji, Indii i Ameryki Południowej
- Lodgy (od 2012) – kompaktowy minivan na rynek Rosji, Indii, Afryki i Ameryki Południowej
- Oroch (od 2015) – kompaktowy pickup na rynek Ameryki Południowej
- Alaskan (od 2016) pickup oferowany na rynku argentyńskim, sprzedaż w Europie została wycofana w 2020 roku
- City K-ZE (od 2019) – mikrocrossover o napędzie elektrycznym na rynek Chin
- Grand Koleos (od 2024) – średniej wielkości SUV oferowany na rynku koreańskim

### Historyczne
- Renault 4CV (1947-1961)
- Renault Caravelle (1959-1968) – amerykańska wersja modelu Floride
- Renault Colorale(inne języki) (1950-1957)
- Renault Dauphine (1956-1968)
- Renault Dauphinoise (1946-1960) – kombi modelu Juvaquatre
- Renault Domaine (1956-1960) – kombi modelu Frégate
- Renault Floride (1959-1962)
- Renault Frégate (1951-1960)
- Renault Juva 4 (1937-1960) – inny zapis nazwy Juvaquatre
- Renault Juvaquatre (1937-1960)
- Renault Ondine (1961-1962) – luksusowa wersja Dauphine
- Renault Prairie (1950-1957) – wersja modelu Colorale
- Renault Torino (1966-1982) – wersja samochodu Torino produkowanego przez IKA (Industrias Kaiser Argentina)
- Fuego (1980 – 1987)
- Safrane (1992 – 2000)
- Avantime (2001 – 2003)
- Vel Satis (2001 – 2009)
- Thalia (2001 – 2012)
- Wind (2010 – 2013)
- Modus (2004 – 2012)
- Safrane II (2008 – 2014)
- Fluence (2009 – 2015)
- Latitude (2010 – 2015)
- Laguna (1994 – 2015)
- Alaskan (2016 – 2020)
- Kadjar (2015 – 2022)
- Koleos (2008 – 2022)
- Scénic (1996 – 2022)
- Talisman (2015 – 2022)
- Zoe (2012 – 2024)
- Express (2021 – 2024)
- Twingo E-Tech Electric (2014 – 2024)

### Modele numeryczne
- Renault 3 (1961-1962)
- Renault 4 (1961-1992)
- Renault 5 (1972-1996)
- Renault 6 (1968-1978)
- Renault 7 (1974-1984)
- Renault 8 (1962-1971)
- Renault 9/11 (1982-1988)
- Renault 10 (1962-1971)
- Renault 12 (1969-1980)
- Renault 14 (1976-1983)
- Renault 15/17 (1971-1977)
- Renault 16 (1965-1979)
- Renault 18 (1978-1986)
- Renault 19 (1988-1995)
- Renault 20/30 (1975-1984)
- Renault 21 (1986-1993)
- Renault 25 (1984-1992)

## Pojazdy koncepcyjne
- Renault Racoon(inne języki) (1992)
- Renault Reinastella(inne języki) (1992)
- Renault Zoom(inne języki) (1992)
- Renault Argos(inne języki) (1994)
- Renault Espace F1 (1995)
- Renault Initiale (1995)
- Renault Next (1996)
- Renault Fiftie(inne języki) (1996)
- Renault Pangea(inne języki) (1997)
- Renault Zo (1998)
- Renault Espider (1998)
- Renault Talisman (2001)
- Renault Trafic Deck'up (2004)
- Renault Wind (2004)
- Renault Fluence (2004)
- Renault Egeus (2005)
- Renault Twingo (2006)
- Renault Altica (2006)
- Renault Nepta(inne języki) (2006)
- Renault Kangoo Compact(inne języki) (2007)
- Renault Laguna Coupé(inne języki) (2007)
- Renault Mégane Coupé (2008)
- Renault Ondelios(inne języki) (2008)
- Renault Sandero Sand'up (2008)
- Renault Fluence Z.E. (2009)
- Renault Zoe Z.E.(inne języki) (2009)
- Renault Twizy Z.E.(inne języki) (2009)
- Renault DeZir (2010)
- Renault Captur (2011)
- Renault R-Space(inne języki) (2011)
- Renault Frendzy(inne języki) (2011)
- Renault Alpine A 110-50 (2012)

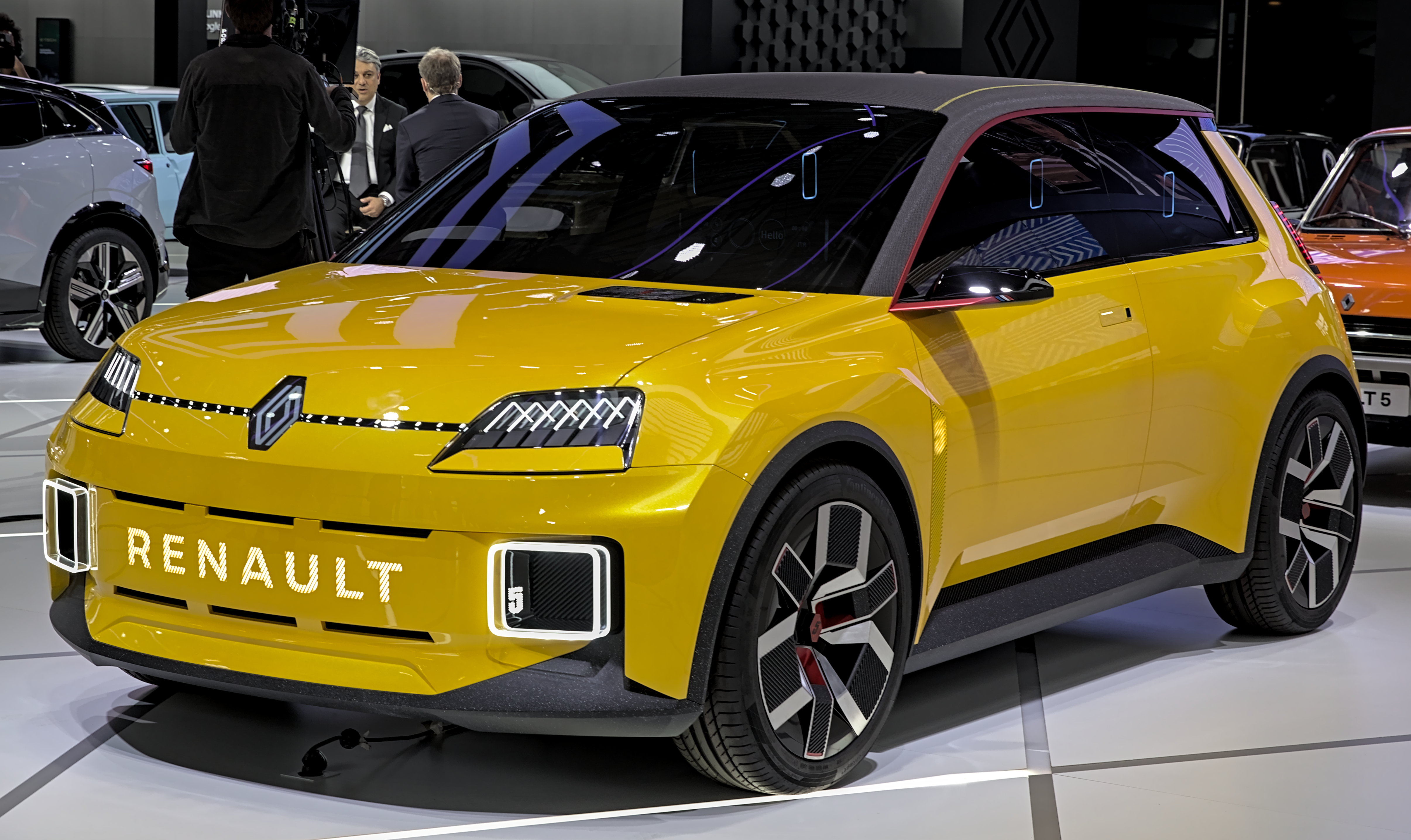
Renault 5 Prototype (2021)
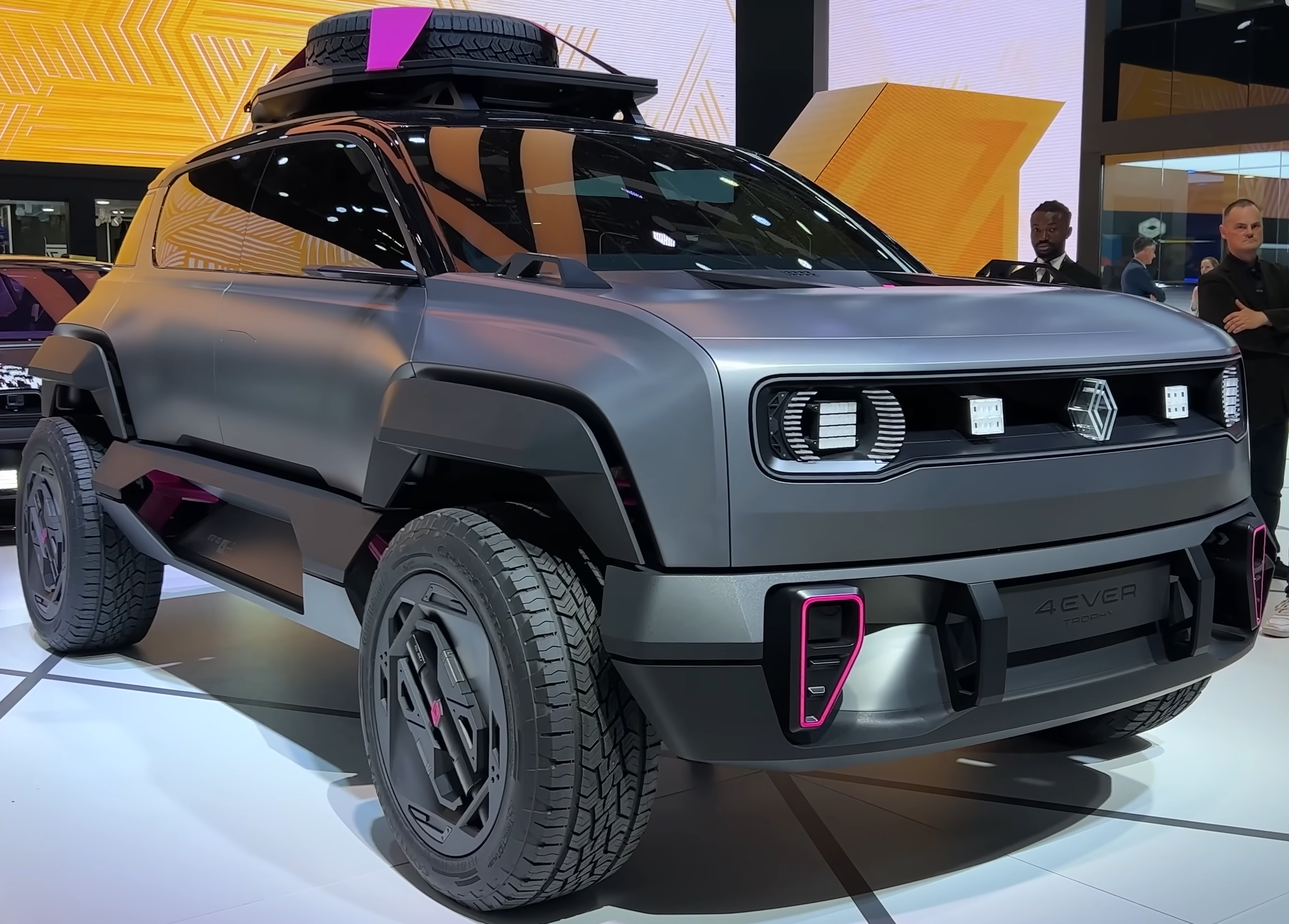
4ever Trophy (2022)
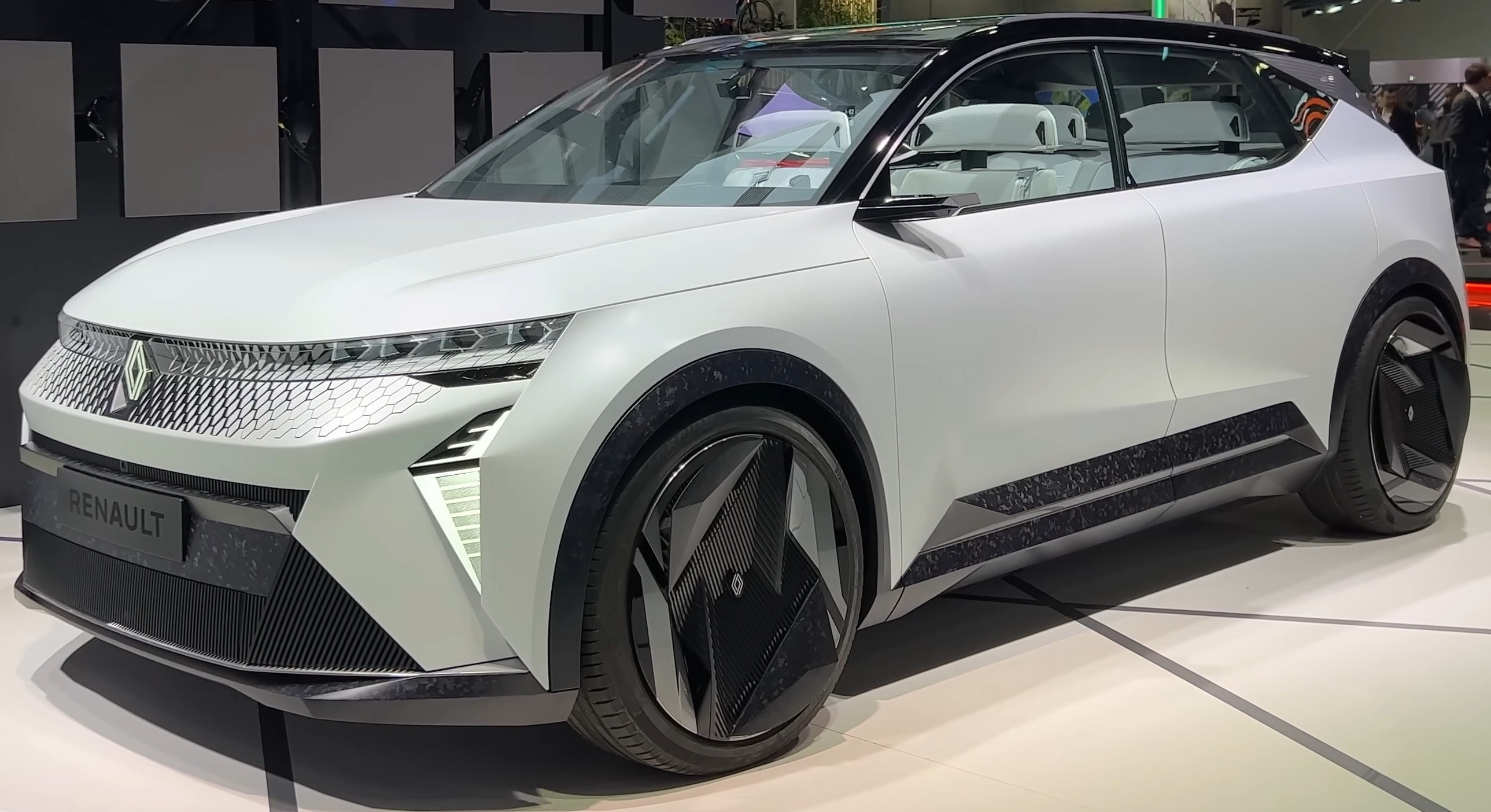
Scénic Vision (2022)
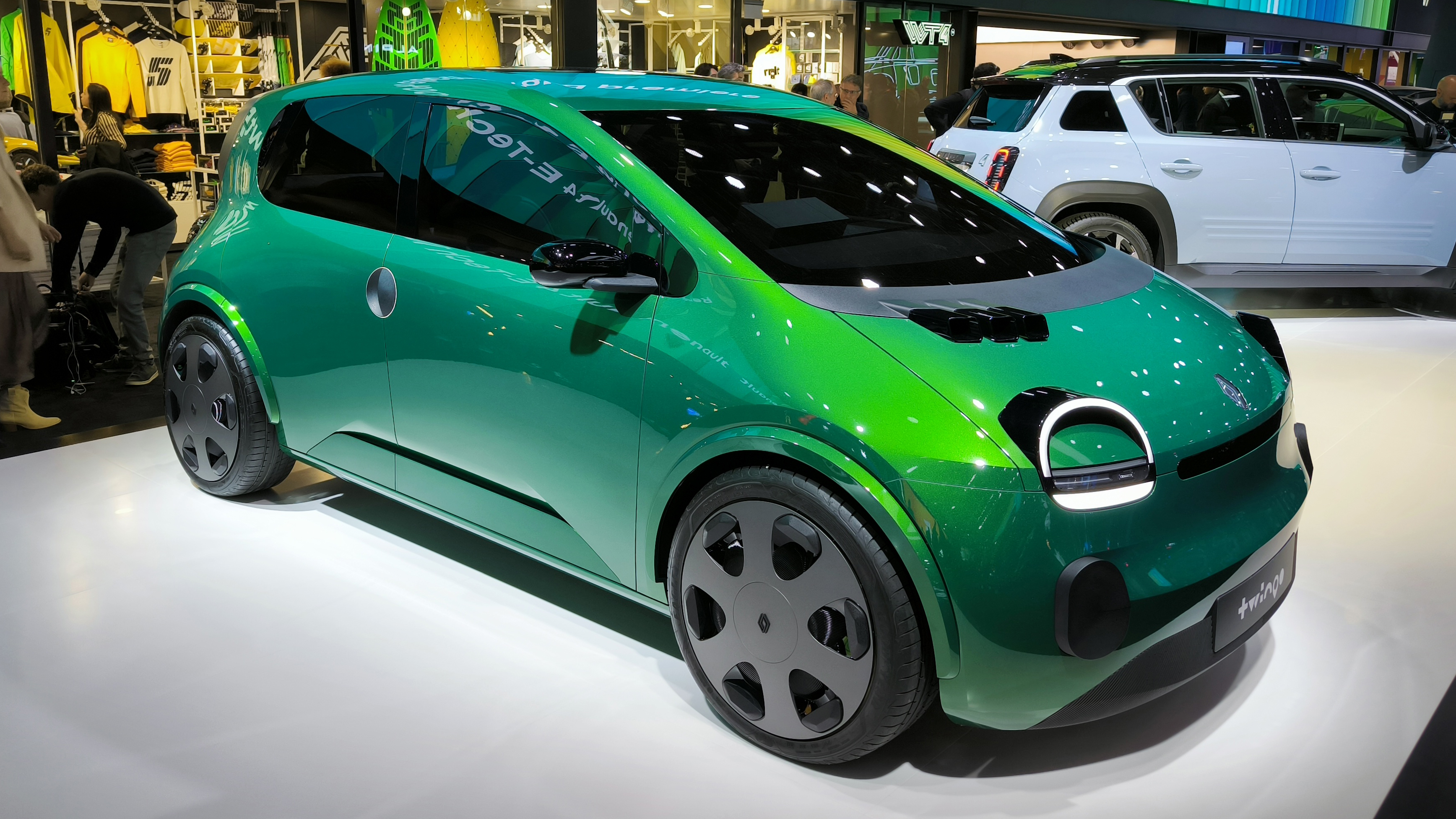
Twingo Legend (2023)
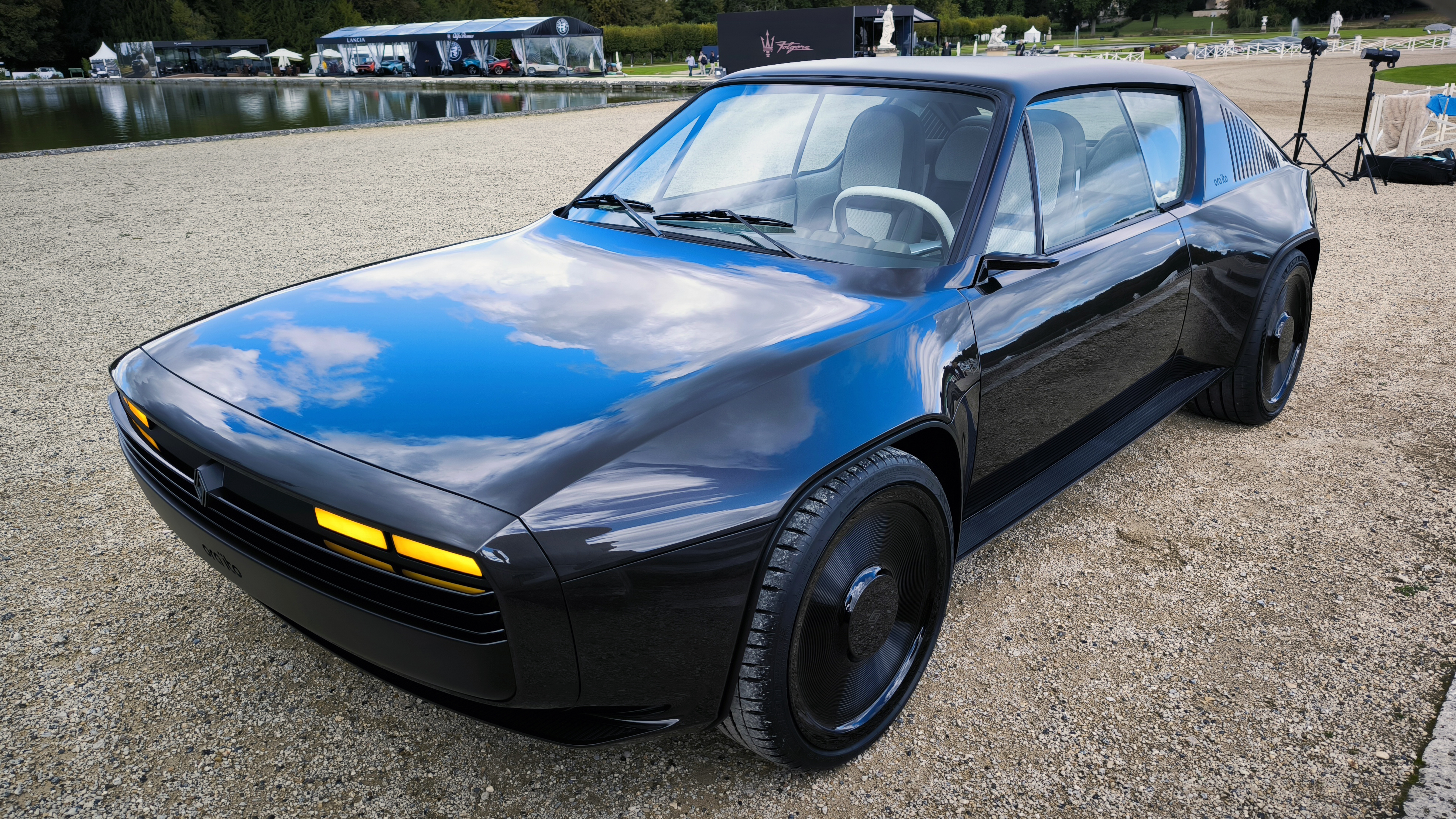
R17 Electric Restomod X ORA ÏTO(inne języki) (2024)
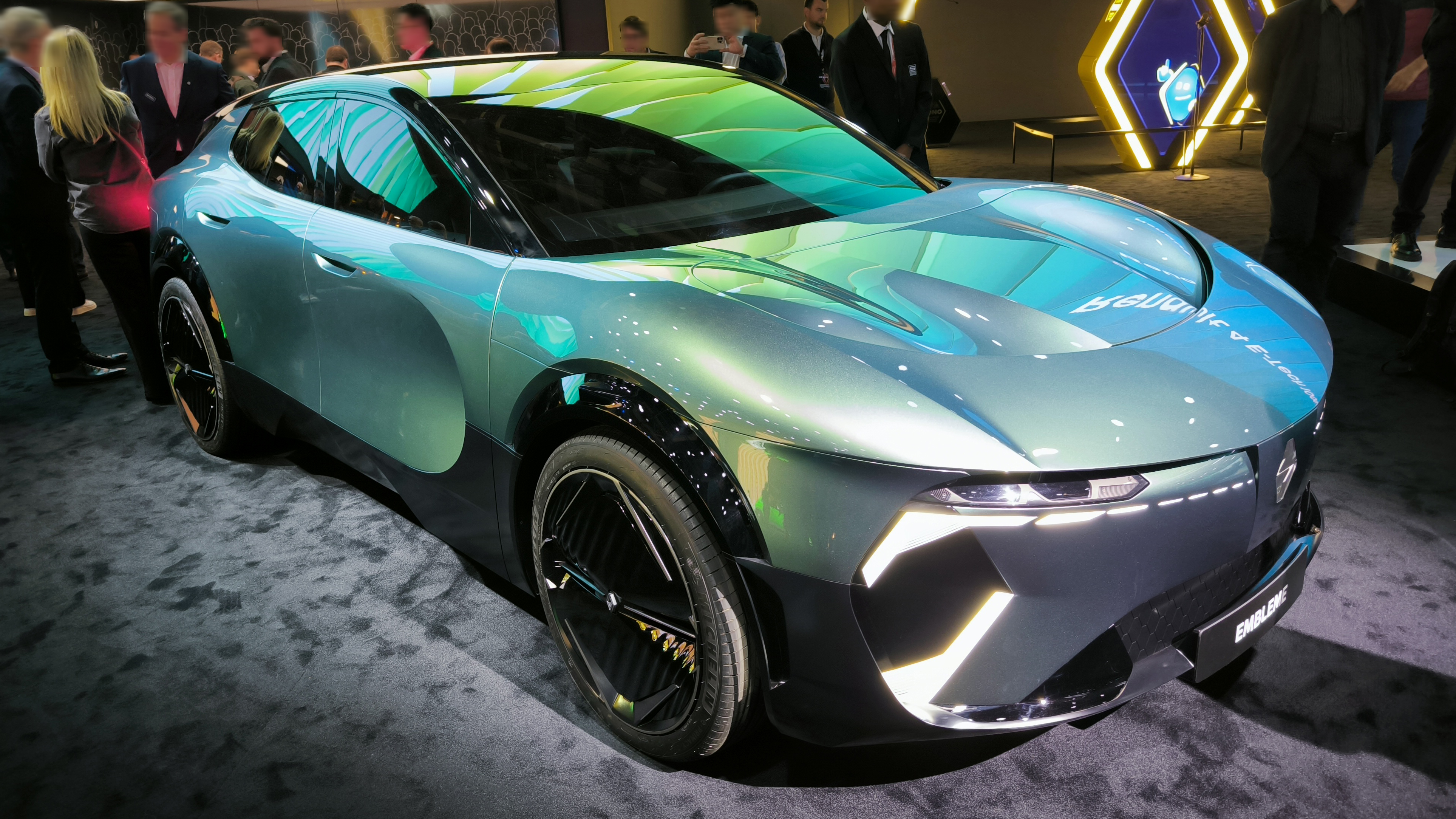
Emblème (2024)

## Fabryki koncernu
Fabryki koncernu zlokalizowane są w:
–  Francja
- Batilly (departament Meurthe-et-Moselle) – zatrudnienie: 2500 osób, produkcja modelu Renault Master
- Boulogne-Billancourt (departament Hauts-de-Seine) – zamknięta w 1992, zatrudnienie wynosiło 3000 osób
- Caudan (departament Morbihan) – Fonderie de Bretagne, zatrudnienie 400 osób, produkcja części odlewniczych[12]
- Choisy-le-Roi (departament Val-de-Marne) – zatrudnienie 260 osób, recykling części samochodowych[13]
- Cléon (departament Seine-Maritime), produkcja silników Diesla
- Dieppe (departament Seine-Maritime) – fabryka i siedziba oddziału Renault Sport i Renault Alpine.
- Douai (departament Nord) – zatrudnienie: 4860 osób, produkcja modelu Renault Scénic, Renault Mégane E-Tech
- Douvrin (departament Pas-de-Calais) – zatrudnienie: 450 osób
- Flins-sur-Seine (departament Yvelines) – zatrudnienie: 5000 osób, produkcja modeli Renault Zoe, Renault Clio i Nissan Micra[14]
- Guyancourt (departament Yvelines) – Technocentre, zatrudnienie: 12000 osób
- Le Mans (departament Sarthe)
- Maubeuge (departament Nord) – zatrudnienie: 2500 osób
- Noisy-le-Grand (departament Seine-Saint-Denis) – zatrudnienie: 1500 osób
- Ruitz (departament Pas-de-Calais) – zatrudnienie: 800 osób
- Sandouville (departament Seine-Maritime) – zatrudnienie: 3800 osób, produkcja modelu Renault Laguna
- Villeurbanne (departament Rhône)

Z powodu światowego kryzysu finansowego i zmniejszonego popytu na samochody zarząd Renault zapowiedział na 2009 rozpoczęcie programu dobrowolnych zwolnień pracowniczych, w wyniku czego podane powyżej zatrudnienie z pewnością spadnie.
–  Belgia
- Vilvoorde, zamknięta w 1997, zatrudnienie wynosiło 3000 osób

–  Hiszpania
- Valladolid, produkcja modelu Renault Clio
- Palencia
- Barcelona

–  Rumunia
- Mioveni, produkcja modeli Dacia Logan i Dacia Sandero[15]

- Bukareszt, centrum kreatywne

–  Słowenia
- Novo mesto, produkcja modelu Renault Twingo

–  Maroko
- Tanger, fabryka otworzona w 2012, zatrudnienie 6748 osób, produkcja modeli Dacia Lodgy, Dacia Sandero, Dacia Dokker, Dacia Logan MCV[16]
- Casablanca, fabryka przejęta przez Renault w 2019, zatrudnienie 1500 osób, produkcja modeli Dacia Lodgy, Dacia Sandero[17]

–  Algieria
- Oran, fabryka utworzona w 2014, produkcja modeli Renault Symbol, Dacia Sandero, Dacia Logan, Renault Clio 4[18]

–  Turcja
- Bursa, fabryka utworzona w 1971 we współpracy z tureckim partnerem Oyak, produkcja modeli Renault 12, Renault 9, Renault 11, Renault 21, a obecnie Renault Clio Grandtour[19]

–  Chiny
- Wuhan – w partnerstwie z Dongfeng Motor[20]

–  Indie
- Nashik, we współpracy z indyjską firmą Mahindra produkcja modelu opartego na Dacii Logan
- Mumbaj, centrum kreatywne

–  Korea Południowa
- Seul, centrum kreatywne

–  Brazylia
- São Paulo, centrum kreatywne